# フゥラン・テプテル
『フゥラン・テプテル』（ワイリー方式：Hu lan deb ther）は、中世チベットの歴史書。大元ウルス統治下のチベットで1346年（丙戌/至正6年）に編纂された史書であり、最初期に編纂されたチベット語通史として、また大元ウルス支配下のチベット史の同時代史料として重要視されている。
表題のHu lan deb therとは「赤い史書」を意味するモンゴル語のUlaγan debterをチベット文字表記したものであり、これをチベット語に意訳したテプテルマルポ（ワイリー方式：Deb ther dmar po））という名称でも知られる。また、中国や日本では『紅史』もしくは『赤冊史』と漢字表記される。

## 内容
1. 第1章　インドの王統
2. 第2章　シナの王統
3. 第3章　ミニャク・モンゴルの王統
4. 第4章　チベットの王統
5. 第5章　サキャパの系統
6. 第6章　カーダムパの系統
7. 第7章　カーギュパの系統
8. 第8章　パクモドゥパ・ラパの系統

## 参考資料
- 佐藤長/稲葉正就共訳『フゥラン・テプテル チベット年代記』法蔵館、1964年